# Merli
|  | Per a altres significats, vegeu «Ramon Merli i Feixes». |

Merli és un poble del municipi d'Isàvena, a la Baixa Ribagorça de l'Aragó. És a 1.250 metres d'altitud, a la capçalera de la vall de Vacamorta i al vessant meridional de la Serra del Jordal (que aplega als 1.553 metres) El Rialbo o barranc de Llert drena part de l'antic municipi de Merli.

## Història
Va ser municipi independent fins al 1966 quan fou disgregat. La part de ponent del terme, amb els pobles de Vacamorta i Espluga i la caseria de Terrassa, fou annexada al municipi aragonès de Foradada de Toscar, i la resta es va integrar amb el terme de la Pobla de Roda i els seus pobles de la ribera d'Isàvena. La nova entitat municipal va rebre el nom oficial d'Isàvena.

## Entitats de població de l'antic municipi de Merli
L'antic terme comprenia la vall de Vacamorta amb els pobles:
- Merli. Actualment té 13 habitants.

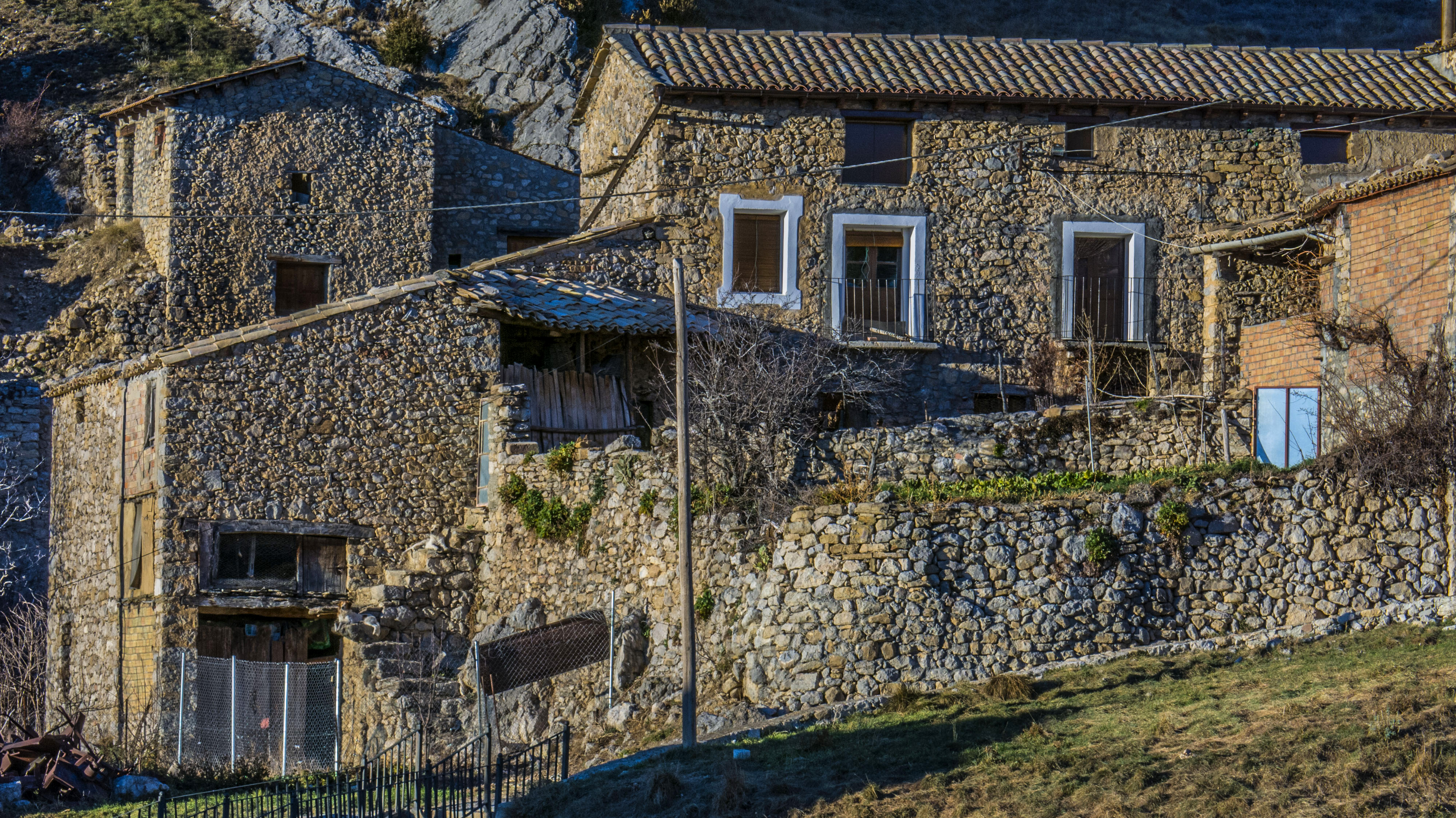
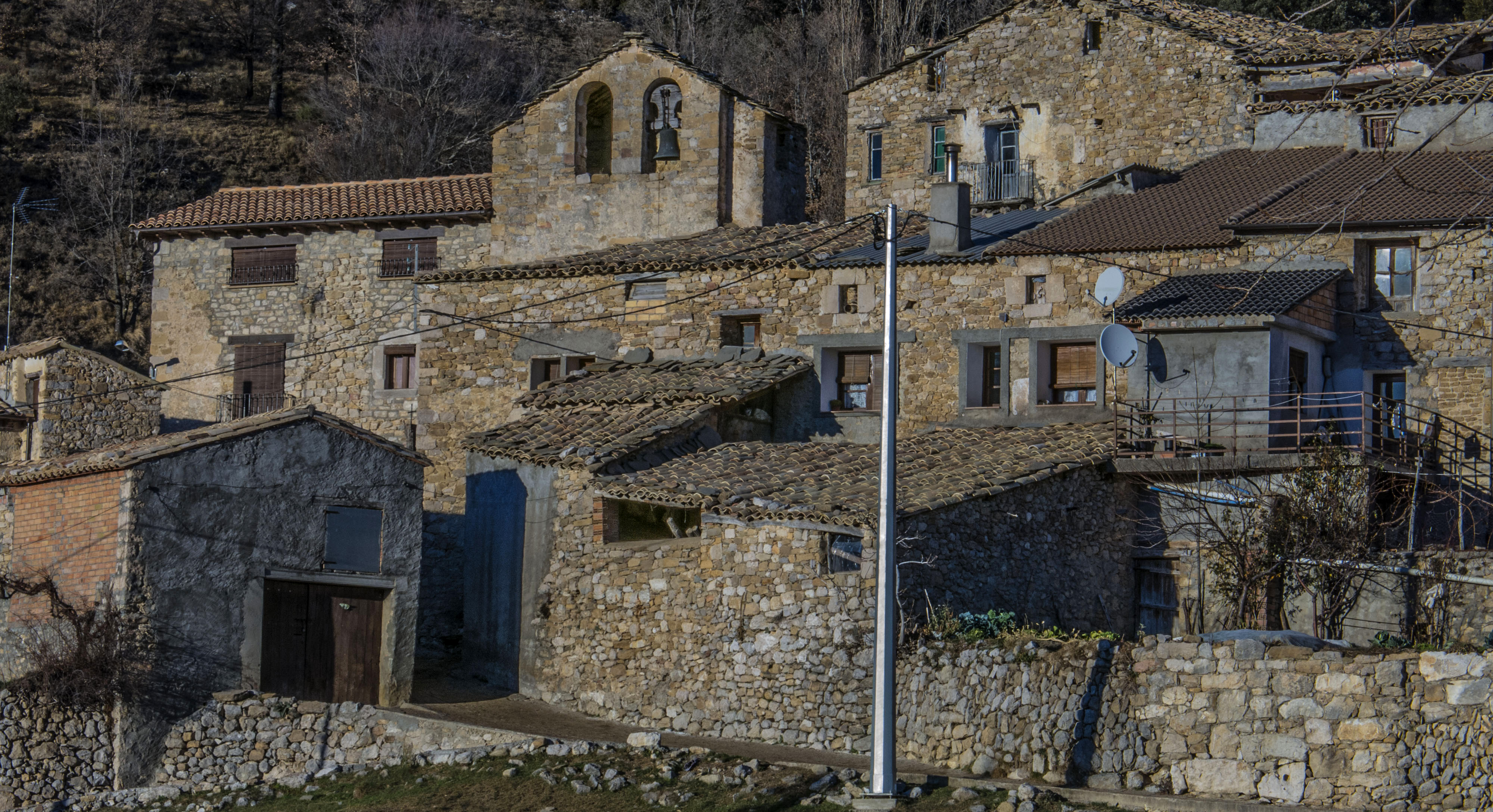
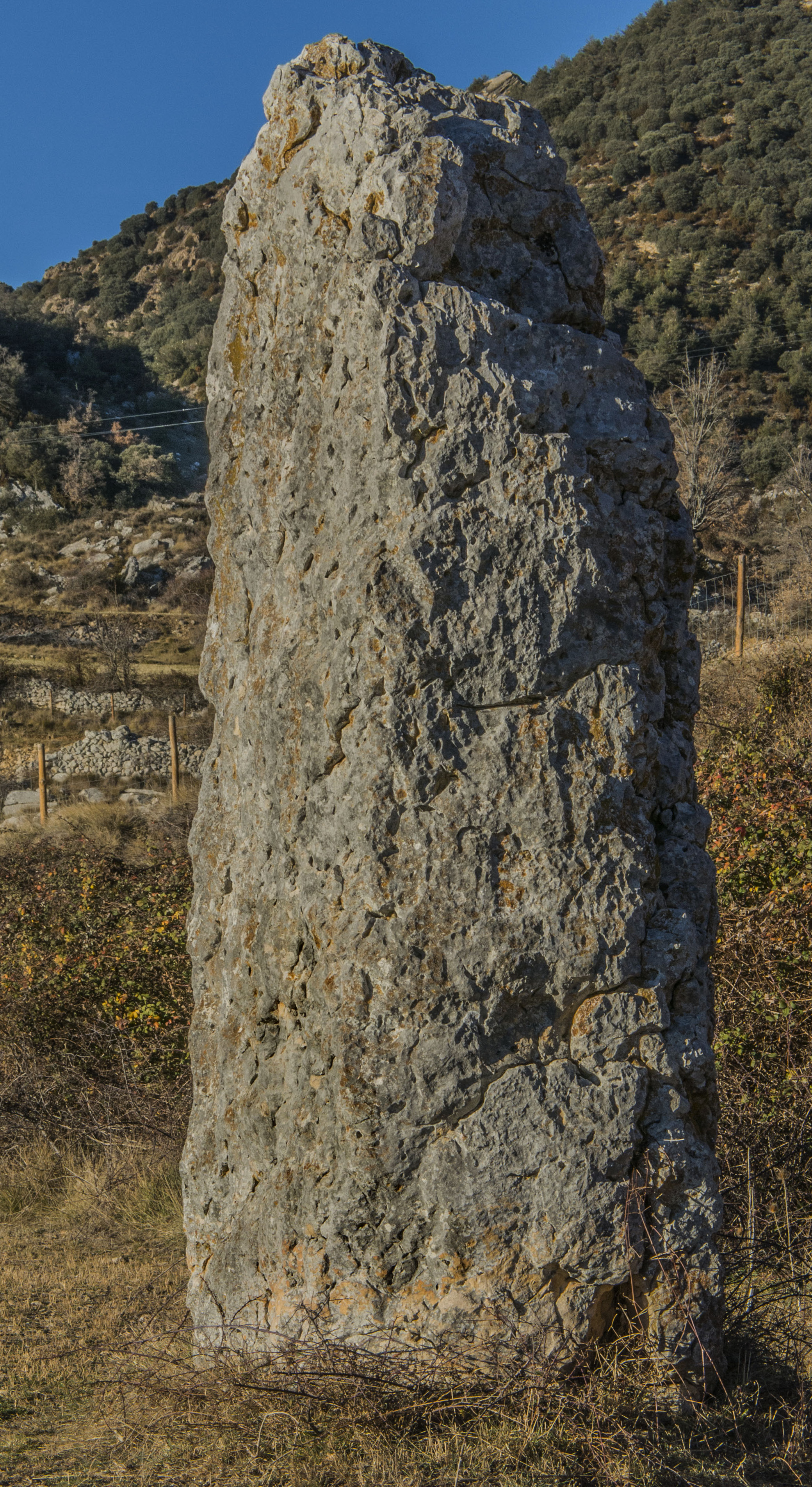
Menhir

Curiositats: el Menhir de Merli és gran roca allargada, de secció rectangular. L'altura visible arriba als sis metres. Pot tindre relació amb el fenomen neo-eneolític de Cornudella de Valira, veïnat del municipi d'Areny de Noguera. A l'Aragó s'estima cronològicament en una antiguitat entre uns 5.000 o 7.000 anys.
- Vacamorta, situat a 920 metres d'altitud, a l'entrada d'una petita vall format pel llit del Barranc de Vacamorta que baixa de les muntanyes de Nocelles i Merli, i al vessant de Penya València.[5]

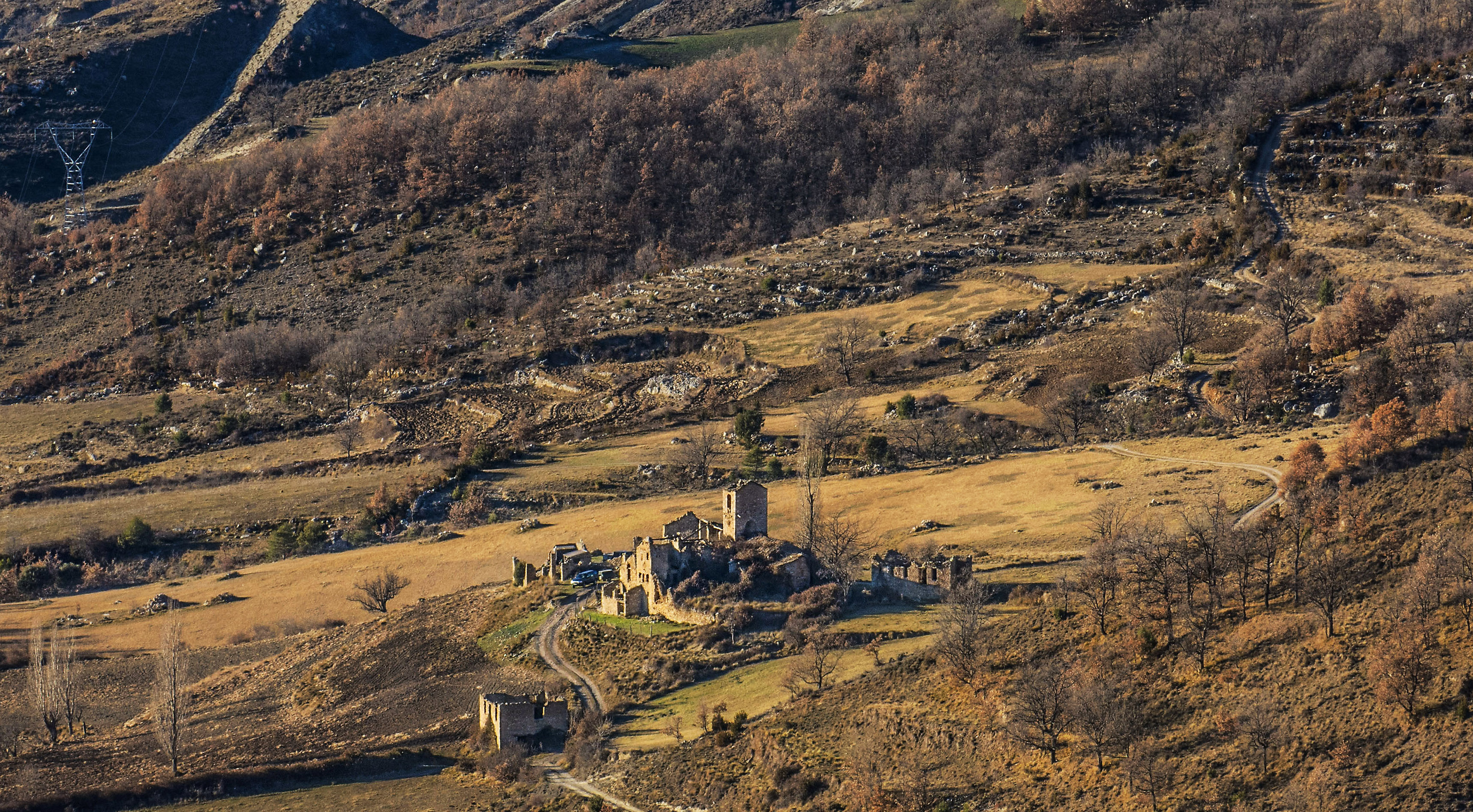
Nocelles vist des de Merli

- Els despoblats: Torrueco,[6] Nocelles que està situat a 1.033 metres,[7] el Solano[8] i la caseria de Terrassa al costat del barranc de Vacamorta,[9] així com els caserius Planeta, Fortuño i Zercús.[10]

Part de la vall del Rialbo amb el poble:
- Espluga, situat a 915 metres,[11] al sector septentrional de la Serra del Jordal.[1] Actualment té 30 habitants censats.[12]

Situat al vessant NE de la Serra d'Esdolomada entre el barranc de Torrontiello i el barranc Cañemá o de La Font.
- Esdolomada, prop de Roda d'Isàvena.

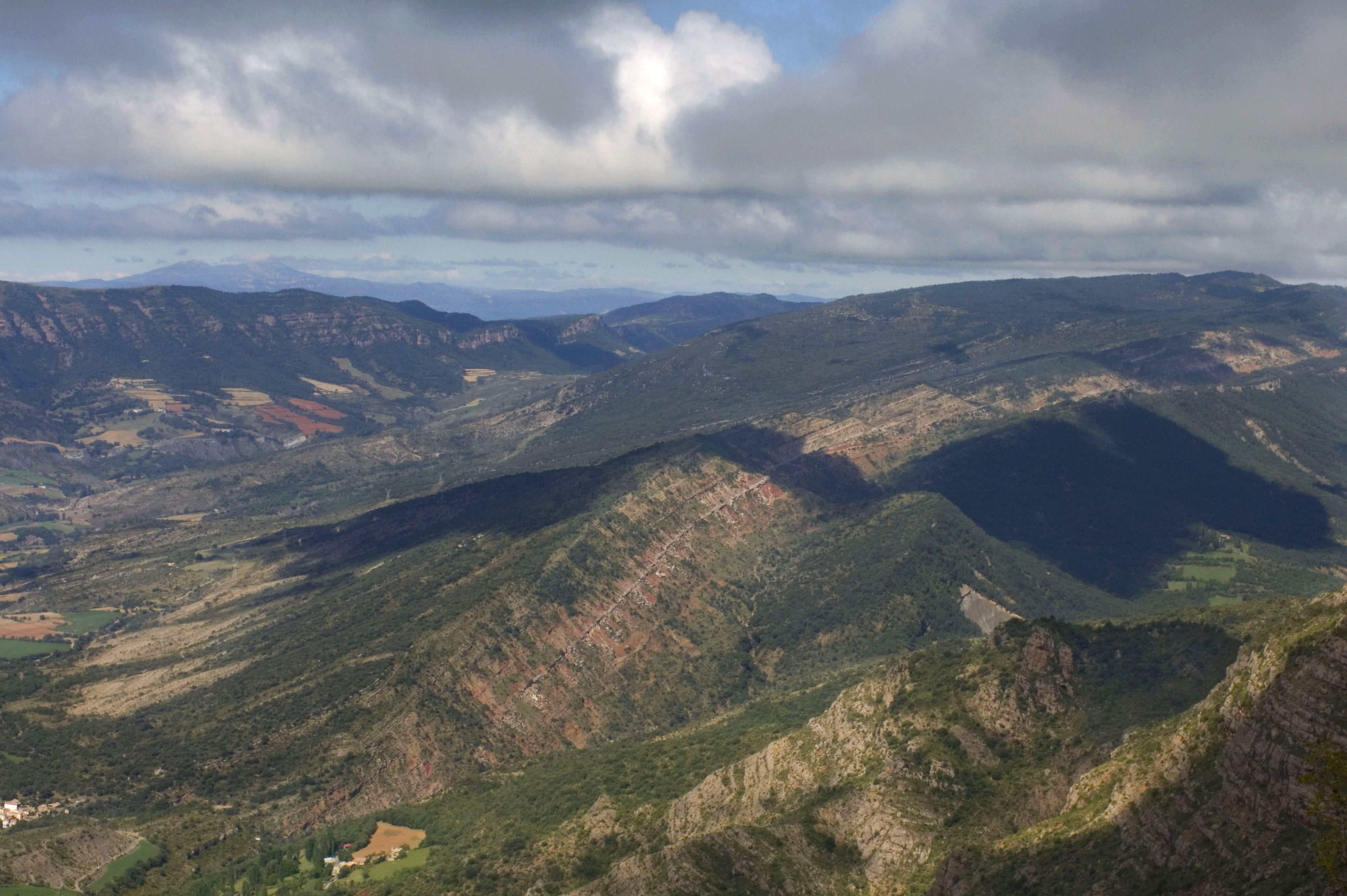
Serra del Jordal vista des de la serra de Sis.

## Llengua
Es troba a la zona de parlars de transició entre el català i l'aragonès; el primer predomina a Esdolomada i, en menor grau, a Merli i Nocelles; a Espluga i a Vacamorta els trets aragoneses (encara que castellanitzats) són, actualment, majoritaris.

## Patrimoni arquitectònic
L'església de Merli amb portada mudèjar és dedicada a Sant Antoni de Pàdua. Conserva la portalada romànica de dovelles en arc de mig punt.
L'església d'Espluga, allunyada del poble, és una construcció dels segles xvi i xvii.